# Calyptrophora japonica
Calyptrophora japonica är en korallart som beskrevs av Gray 1866. Calyptrophora japonica ingår i släktet Calyptrophora och familjen Primnoidae. Inga underarter finns listade i Catalogue of Life.